# Szász Margit brandenburgi választófejedelemné
Szász Margit (Weimar, 1449 – Spandau, 1501. július 13.), franciául: Marguerite de Saxe/de Thuringe, csehül: Markéta Saská, németül: Margarete von Sachsen, latinul: Margareta Saxoniae, luxemburgi nyelven: Margréit vu Sachsen, szász és luxemburgi hercegnő, türingiai tartománygrófnő. Nagybátyjának, V. Lászlónak a halála után az édesanyja 1457–58-ban Hunyadi Mátyás ellenében magyar trónkövetelő, így Margit is viselte a magyar királyi hercegnő címet. Habsburg Albert magyar, német, cseh király és Luxemburgi Erzsébet unokája, Zsigmond magyar és cseh király, német-római császár, valamint Cillei Borbála dédunokája. A Wettin-ház tagja.

## Élete
Édesapja III. Vilmos szász herceg, Luxemburg hercege, Türingia tartománygrófja. Édesanyja Habsburg Anna, I. (II./V.) Albert magyar, német, cseh királynak, osztrák hercegnek és Luxemburgi Erzsébetnek, Zsigmond magyar, német, cseh király és német-római császár, valamint Cillei Borbála egyetlen gyermekének az elsőszülöttje. Egy húga született, Katalin 1453-ban. Margit volt Cillei Borbála első dédunokája, aki még a dédanyja életében született, és kétéves volt, amikor Borbála királyné meghalt 1451-ben.
Édesanyja magyar hercegnőként amint tudomást szerzett az öccse, V. László haláláról (1457. november 23.) mint annak törvényes örököse, rögtön felvette a Magyarország, Csehország, Horvátország, Dalmácia született királynője (regina nata), Ausztria és Luxemburg hercegnője, valamint Morvaország őrgrófnője címeket. A férje, Szász Vilmos pedig, akivel I. Ulászló halála (1444) miatt újra jegyesek lettek, és végül 1446-ban összeházasodtak, amikor I. Ulászló visszatérésére és életben maradására nem sok esély volt már, a felesége törvényes gyámjának (legitimus tutor) címezte magát, és megbízottait Bécsbe küldte, hogy vegyék fel a kapcsolatot Montschiedel Boldizsár kinevezett zágrábi püspökkel. A vele való tárgyalásról Vilmos követei 1457. december 13-án tettek jelentést, de Vilmos három hétig habozott, nem tett lépéseket a magyar trón megszerzésére. Vilmos a felesége, Anna nevében sikertelenül próbálta megszerezni a magyar trónt I. Mátyás királlyal szemben, hiszen a királyválasztó országgyűlésre (1458. január 24.) követeket nem küldött, ehelyett Anna hercegnő egykori gyámjához, a Habsburg-ház fejéhez, III. Frigyes német-római császárhoz fordult segítségért, amivel taktikai hibát követett el, hiszen ez sértés volt a magyar rendekkel szemben, és emiatt sok időt vesztegetett el, és végül ezzel a tettével éppen azt érte el, hogy nem vették figyelembe a királyválasztásnál. III. Frigyest pedig azzal bőszítette fel, hogy Ausztria örökségét is követelte, holott az csak férfiágon volt örökölhető. A kudarc ellenére Anna hercegnő „Magyarország és Csehország királynőjének” címezte magát egészen a haláláig, ezért a lányai, így Margit is viselte a (címzetes) magyar és cseh királyi hercegnői címeket.

## Gyermekei
- Férjétől, I. János Cicero (1455–1499) brandenburgi őrgróftól és választófejedelemtől, 7 gyermek:
  - N. (leány) (Berlin, 1480. szeptember 11./12. – 1482. július 5. után)
  - Wolfgang (1482. május 17./26. – 1482. július 5. után)
  - Joachim Nesztor (1484–1535), I. Joachim Nesztor néven brandenburgi őrgróf és választófejedelem, felesége Oldenburgi Erzsébet (1485–1555) dán, norvég és svéd királyi hercegnő, 5 gyermek
  - Erzsébet (1486–1486)
  - Anna (1487–1514), férje I. (Oldenburgi) Frigyes (1471–1533), Schleswig–Holstein–Gottorp hercege, 1523-tól dán és norvég király, 2 gyermek
  - Orsolya (Ursula) (1488–1510), férje V. Henrik (1479–1552) mecklenburgi herceg, 3 gyermek
  - Albert (1491–1545) mainzi érsek és választófejedelem, 1 természetes leány